# C.A. Thayer
Die C.A. Thayer ist ein Museumsschiff des San Francisco Maritime National Historical Park. Im Jahre 1950 unternahm sie ihre letzte Reise in die Beringsee. Es war die allerletzte kommerzielle Reise eines dieser typischen Fahrzeuge der amerikanischen Westküste. Die ungewöhnliche Schreibweise des Schiffsnamens entstand, weil bei Abkürzungen im Amerikanischen Englisch nach dem Punkt nie ein Leerzeichen gesetzt wird.

## Geschichte

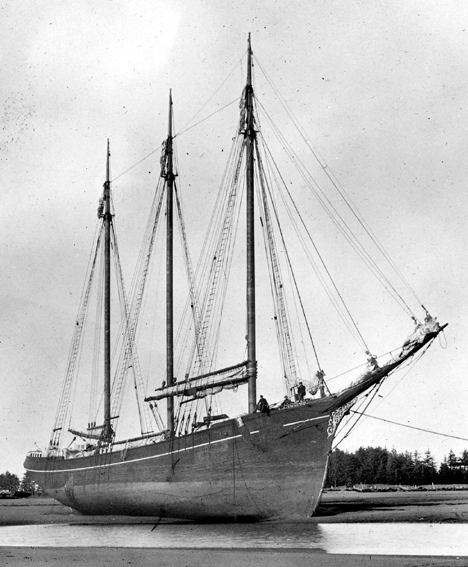
Das Schiff im Jahr 1903

Gebaut wurde das Schiff im Jahr 1895 für die Reederei E.K. Wood Lumber Company aus San Francisco bei der Werft des dänischstämmigen Schiffbauers Hans D. Bendixsen in Fairhaven an der Humboldt Bay. Der Namensgeber Clarence A. Thayer war Partner der Lumber Company. Das Schiff entstand als hölzerner Dreimast-Gaffelschoner aus Douglasienholz und gehörte zu einer Flotte von über 100 vergleichbaren Schiffen, die Bauholz aus dem Nordwesten der Vereinigten Staaten in das zu dieser Zeit aufblühende Kalifornien brachten. Die folgenden 17 Jahre blieb das Schiff in der Holzfahrt beschäftigt. Im Jahr 1912 erwarb der Reeder und Lachskonservenhersteller Peter "Whitehead Pete" Nelson das Schiff. Dieser fügte ein verlängertes Deckshaus bis zum Hauptmast hinzu, um mehr Platz für die 30 bis 40 Mann Besatzung zu schaffen und setzte das Schiff bis 1925 in der Lachsfahrt ein. Die Reisen nach Alaska begannen im April, dort wurde bis zum September Lachs gefangen und zu Konserven verarbeitet.
Nach einem Verkauf im Jahre 1925 versah man das Schiff mit Einmann-Dories und setzte es beim Kabeljaufang mit Handleinen ein. Bis zum Zweiten Weltkrieg führte man diese Fahrten weiter fort und verwendete sie in den Kriegsjahren ab 1942 als Marineleichter. Nach dem Ende des Krieges ging die C.A. Thayer erneut zum Fischfang, 1950 unternahm sie ihre letzte Reise in die Beringsee, danach legte man das Schiff auf. Es war gleichzeitig die allerletzte kommerzielle Reise eines dieser typischen Fahrzeuge der amerikanischen Westküste.

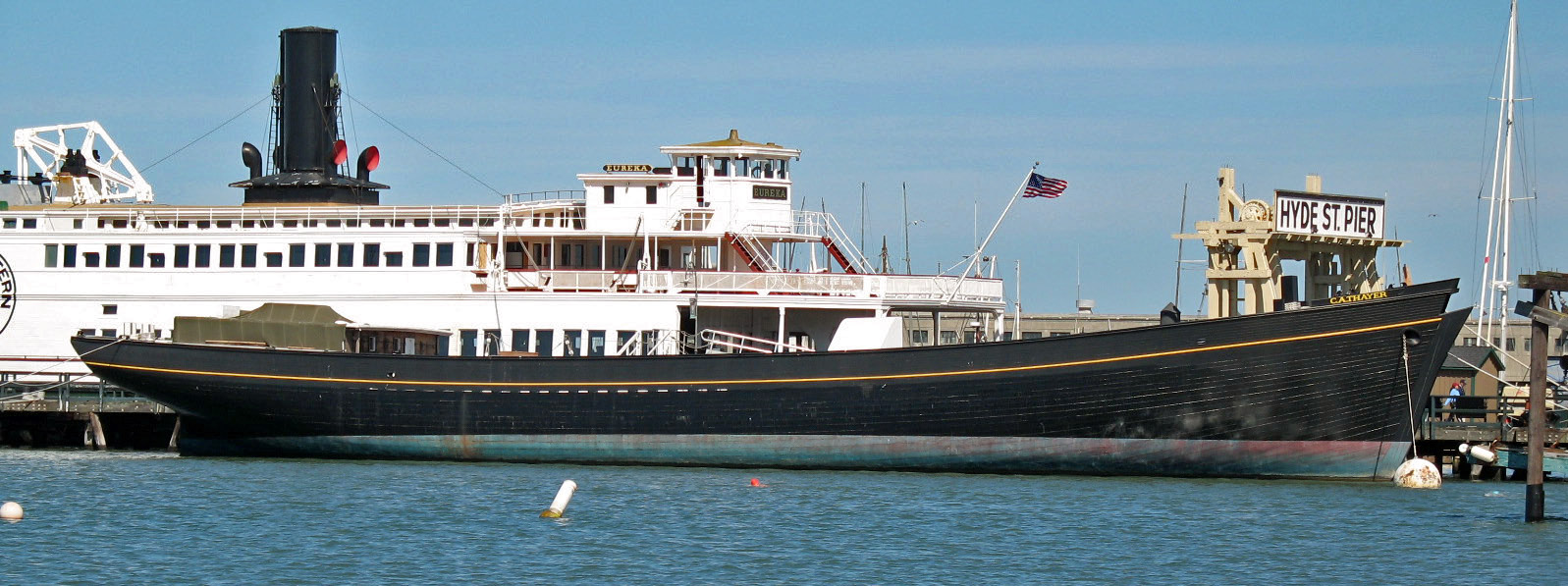
Die C.A. Thayer während der Restaurierung

1957 erwarb das National Maritime Museum an der Hyde Street Pier in San Francisco das Schiff. In den darauffolgenden Jahren wurde es restauriert und seitdem als Museumsschiff genutzt. Am 13. November 1966 erhielt die C.A. Thayer den Status einer National Historic Landmark. Nachdem sich der Zustand in den folgenden Jahrzehnten erneut verschlechterte, wurde die C.A. Thayer in den Jahren 2003 bis 2007 im nahegelegenen Flugboothangar der Alameda Naval Air Station grundlegend restauriert, um sie als schwimmenden seetüchtigen Teil des San Francisco Maritime National Historical Park zu erhalten.